# Église Saint-Jean-Baptiste de Vias
L'église Saint-Jean-Baptiste de Vias est une église catholique située à Vias, en France.

## Localisation
L'église est située dans le département français de l'Hérault, sur la commune de Vias.

## Historique
L'édifice est classé au titre des monuments historiques en 1907.

## Galerie

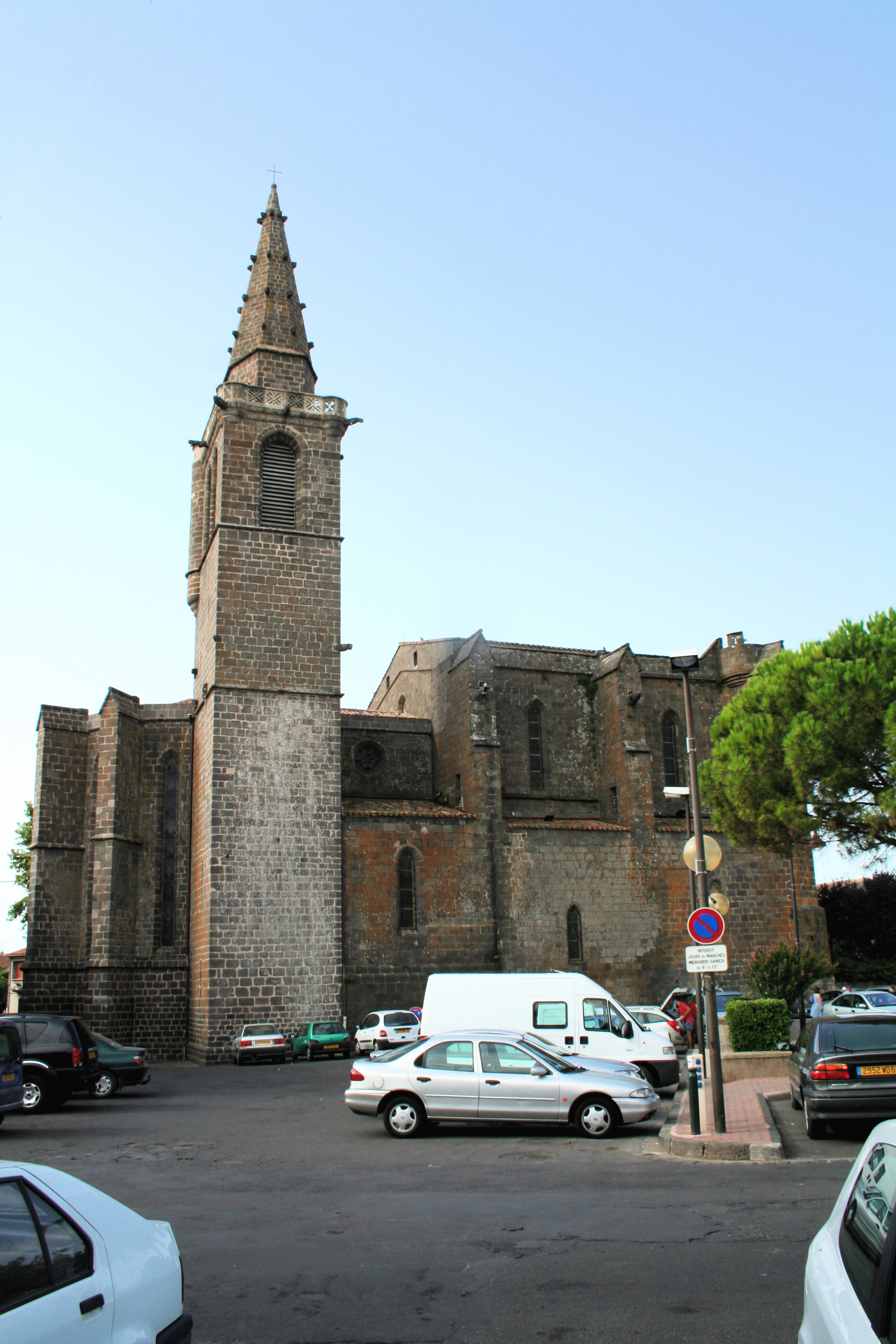
Façade nord.
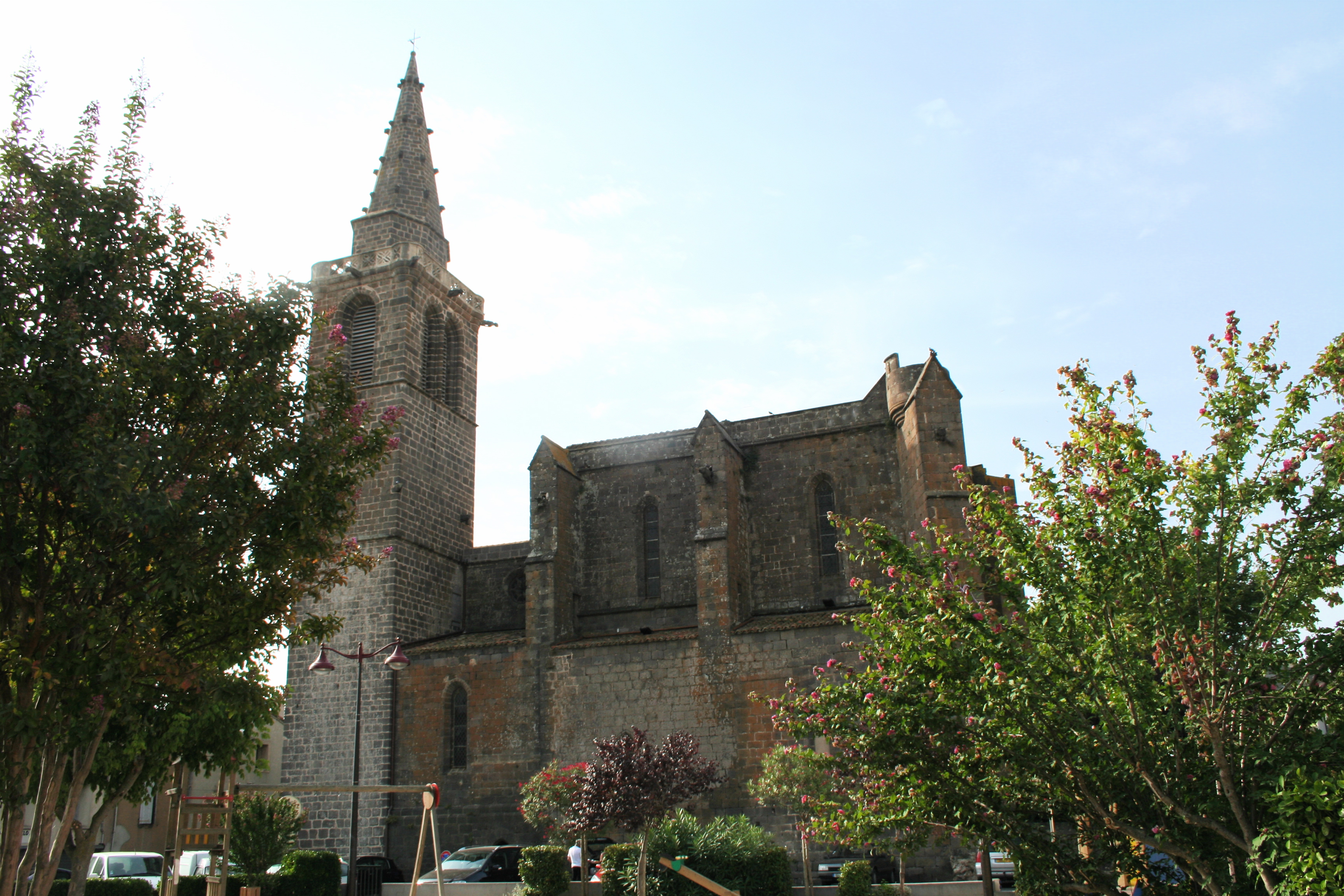
Façade nord.
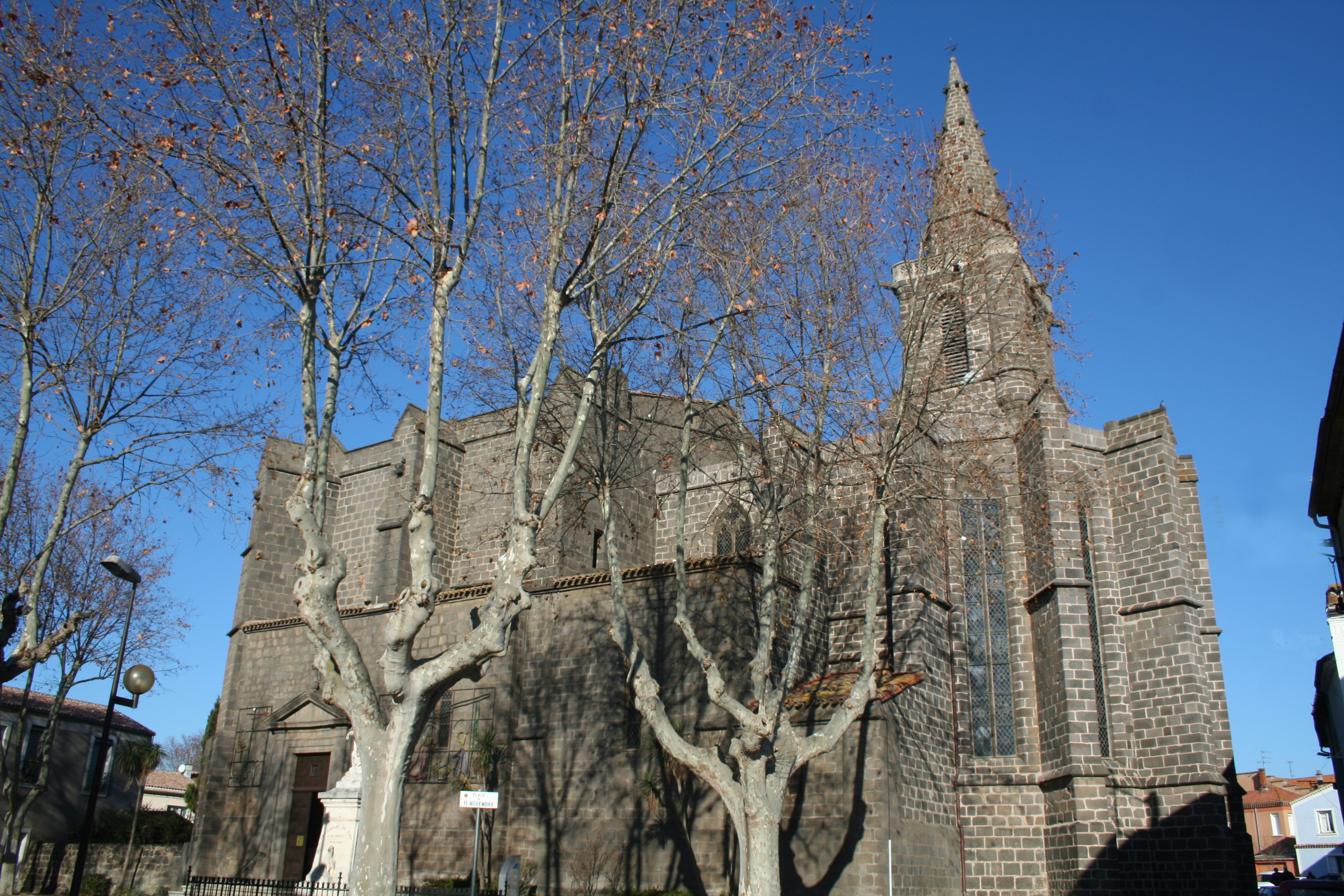
Façade sud.